# Bronze animalier

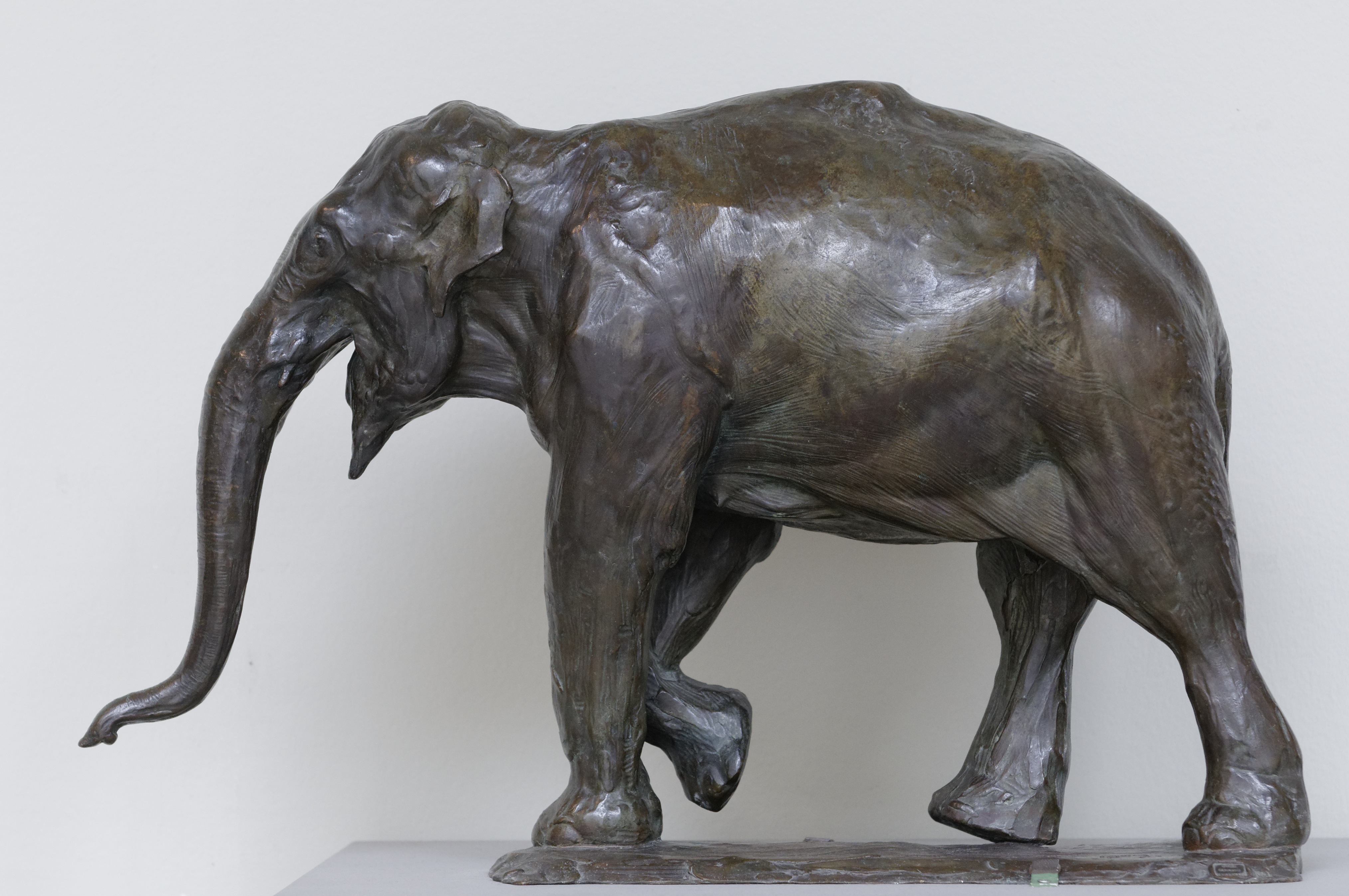
Rembrandt Bugatti Éléphant 1919 fonte à la cire perdue, musée des beaux-arts de Rennes

Un bronze animalier est une sculpture en bronze représentant un animal ou un groupe d'animaux. Si la pratique de représenter en bronze des animaux date des premiers temps de l'antiquité, l'apogée de ce genre sculptural culmine au XIXe siècle. Plusieurs sculpteurs sont représentatifs du genre, les Français Antoine-Louis Barye, Rosa Bonheur et Emmanuel Frémiet et François Pompon, l'Américain Frederic Remington, le Belge Albéric Collin et l'Italien Rembrandt Bugatti.

## Histoire

### Antiquité
L'usage du bronze dans la sculpture animalière est attesté à partir de 2750 ans av. J.-C. Dans le Lorestan, de nombreux objets, dont des manches de pierre à aiguiser et des têtes de haches, présentent des ornements sous la forme de chien, de mouflons, ou de sanglier. En 1500 av. J.-C. c'est de Chine que l'on trouve les premiers bronzes entièrement animaliers, avec des représentations réalistes ou fantastiques. Sous la Grèce antique la figure humaine est privilégiée, mais des sépultures antiques montrent des chevaux, notamment sous la forme de petits ornements. À la différence de la Grèce, la civilisation étrusque laisse plusieurs œuvres en bronze à sujet animalier, de même la Rome antique laisse un important bestiaires où se côtoient des lions en grand nombre, des taureaux, et, après l'occupation de la Germanie, des ours.

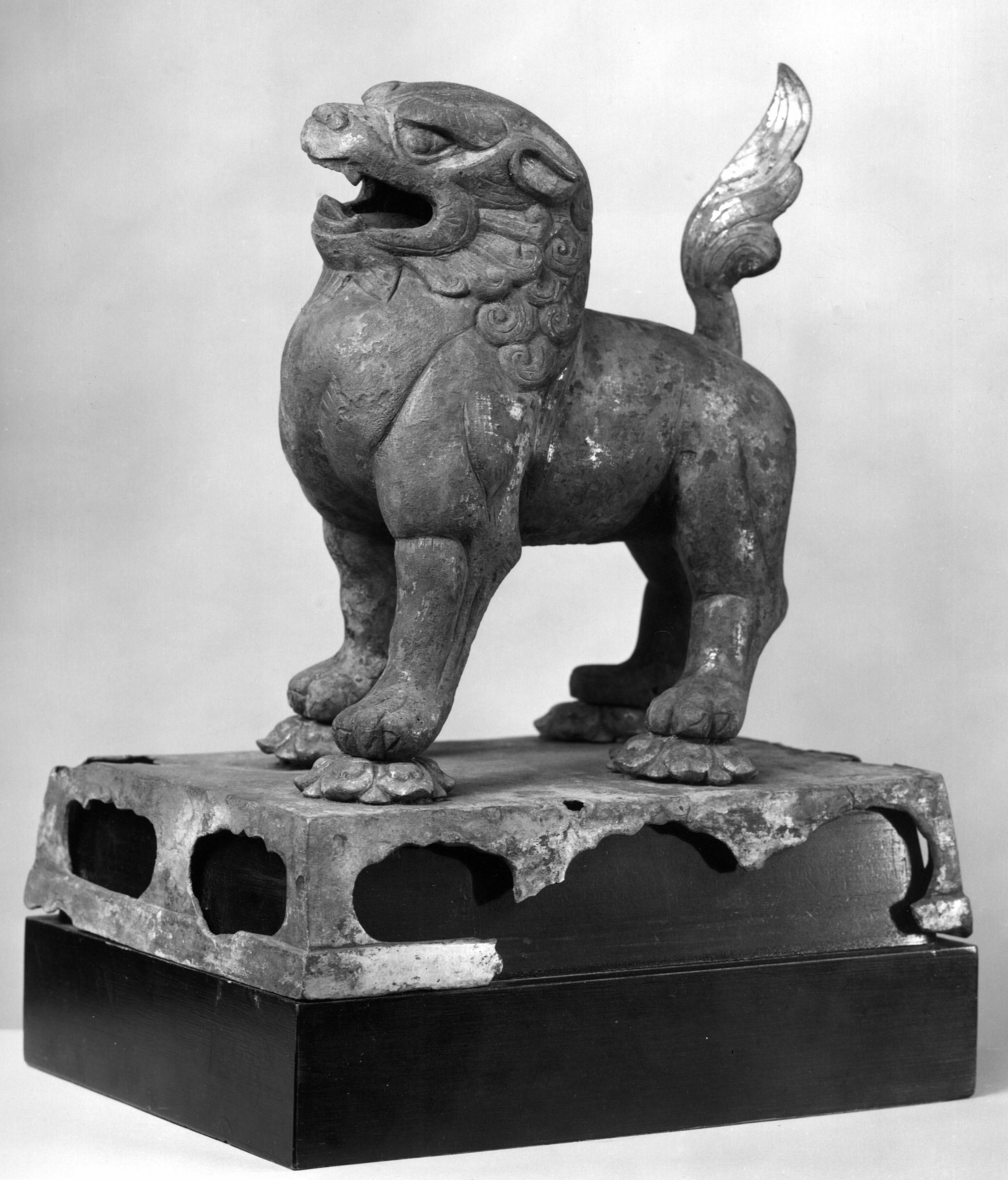
Chine Lion, statuette de bronze du VIIIe siècle, Metropolitan Museum of Art
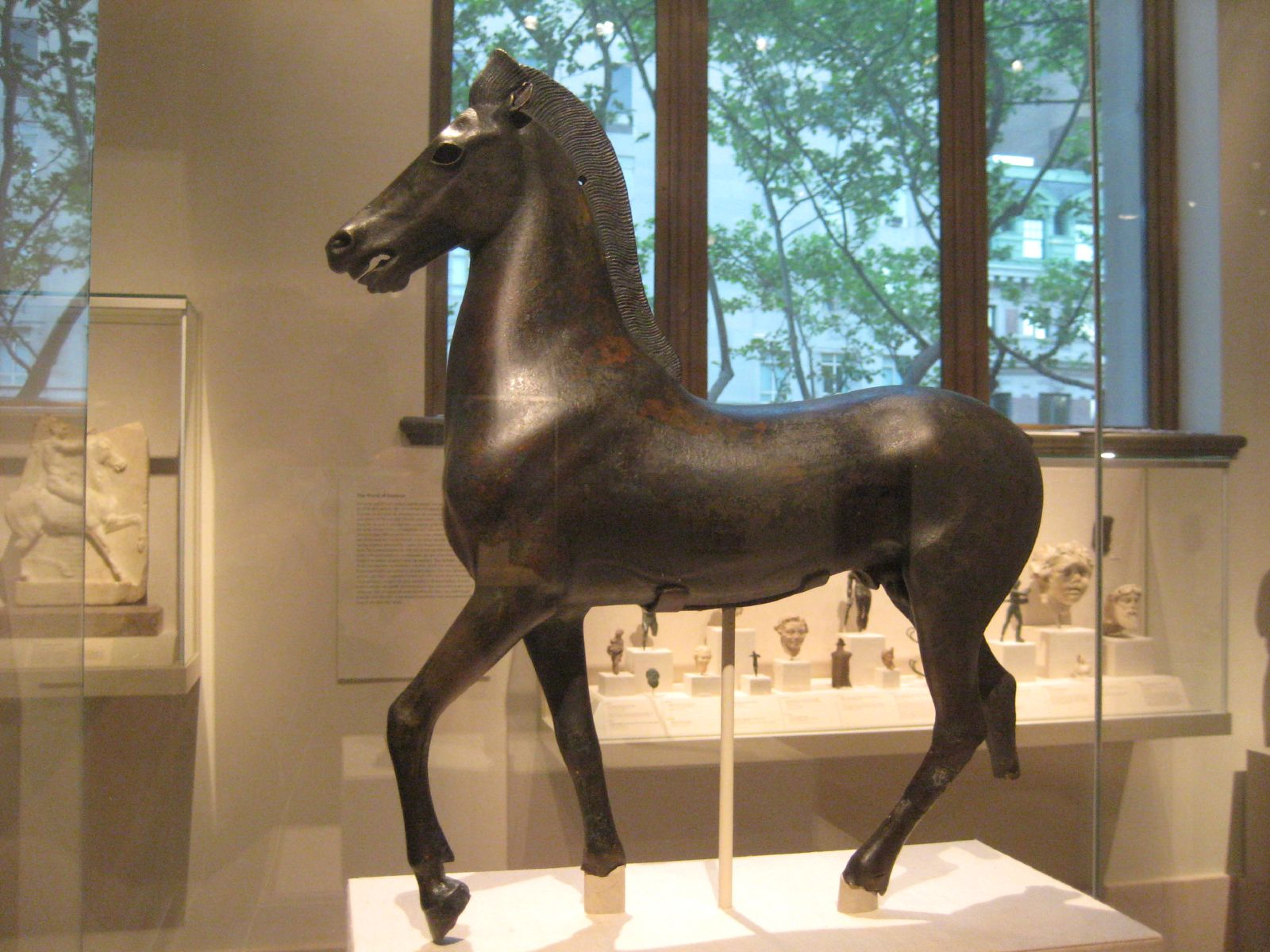
Cheval de bronze, Grèce Ier siècle av. J.-C., Metropolitan Museum of Art.
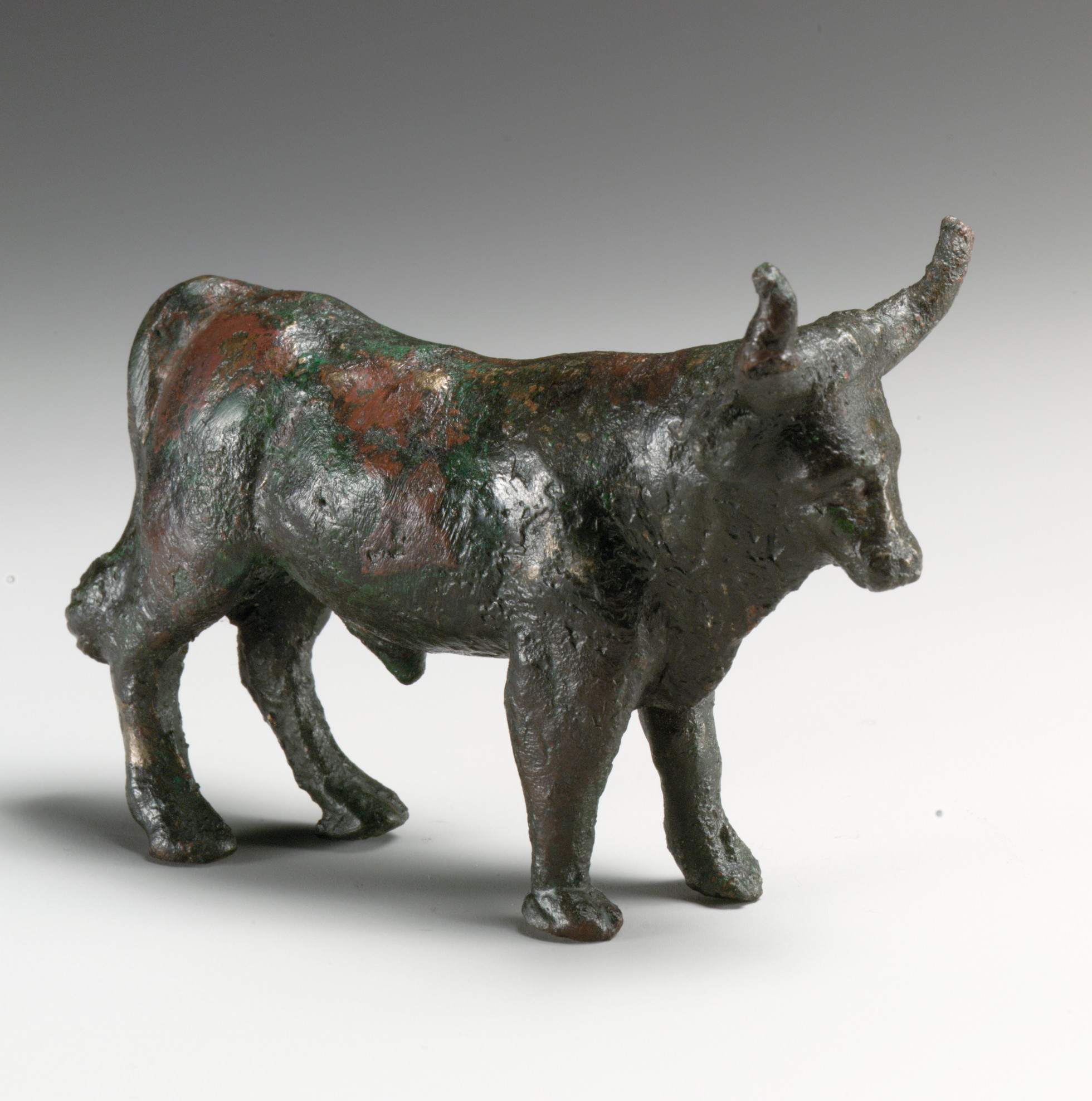
Taureau étrusque en bronze, entre le Ier siècle av. J.-C. et le IIe siècle apr. J.-C., Metropolitan Museum of Art.
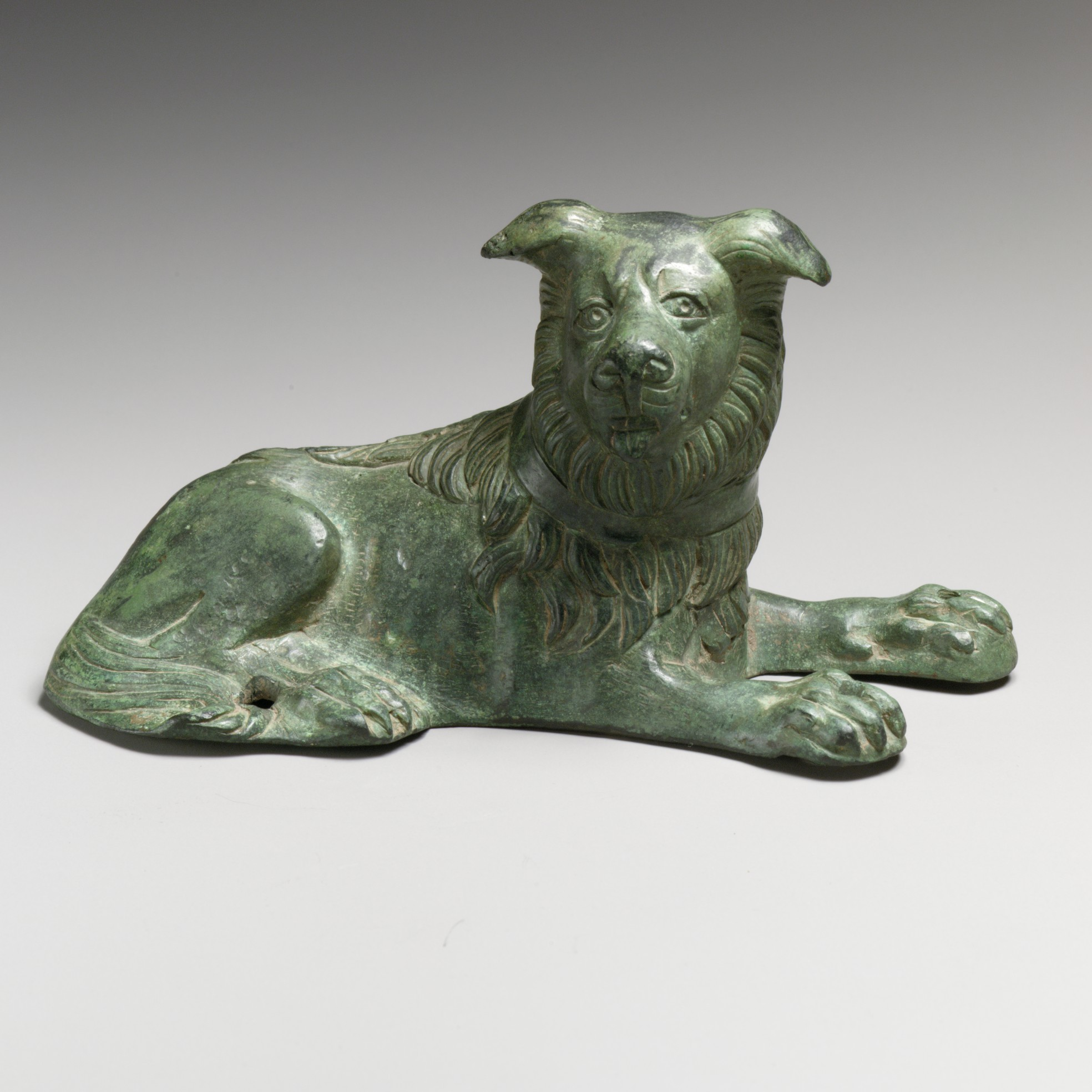
Chien en bronze, Rome, statuette du Ier ou IIe siècle, Metropolitan Museum of Art.

### Renaissance
Le Moyen Âge est une période pauvre pour le bronze animalier, dont les témoignages se résument dans des accessoires mobiliers tels des chandeliers, ou des chenets. La Renaissance marque le retour en force du bronze d'art à partir des années 1425-1450 à l'inspiration des modèles antiques. Dans le bronze animalier, le cheval devient la figure dominante, avec la profusion de statues équestres inspirées par celle représentant Marc Aurèle, le genre est favorisé par le bronze, matériau dont la plasticité autorise des audaces formelles, comme figurer un cheval cabré, que ne permet pas la pierre. Jean Bologne réalise plusieurs portraits équestres qui font sa renommée, dont les statues de Cosme Ier de Toscane et Ferdinand Ier de Médicis, et fait aussi des statuettes d'animaux en bronze fondues dans son atelier en plusieurs exemplaires, largement diffusées.

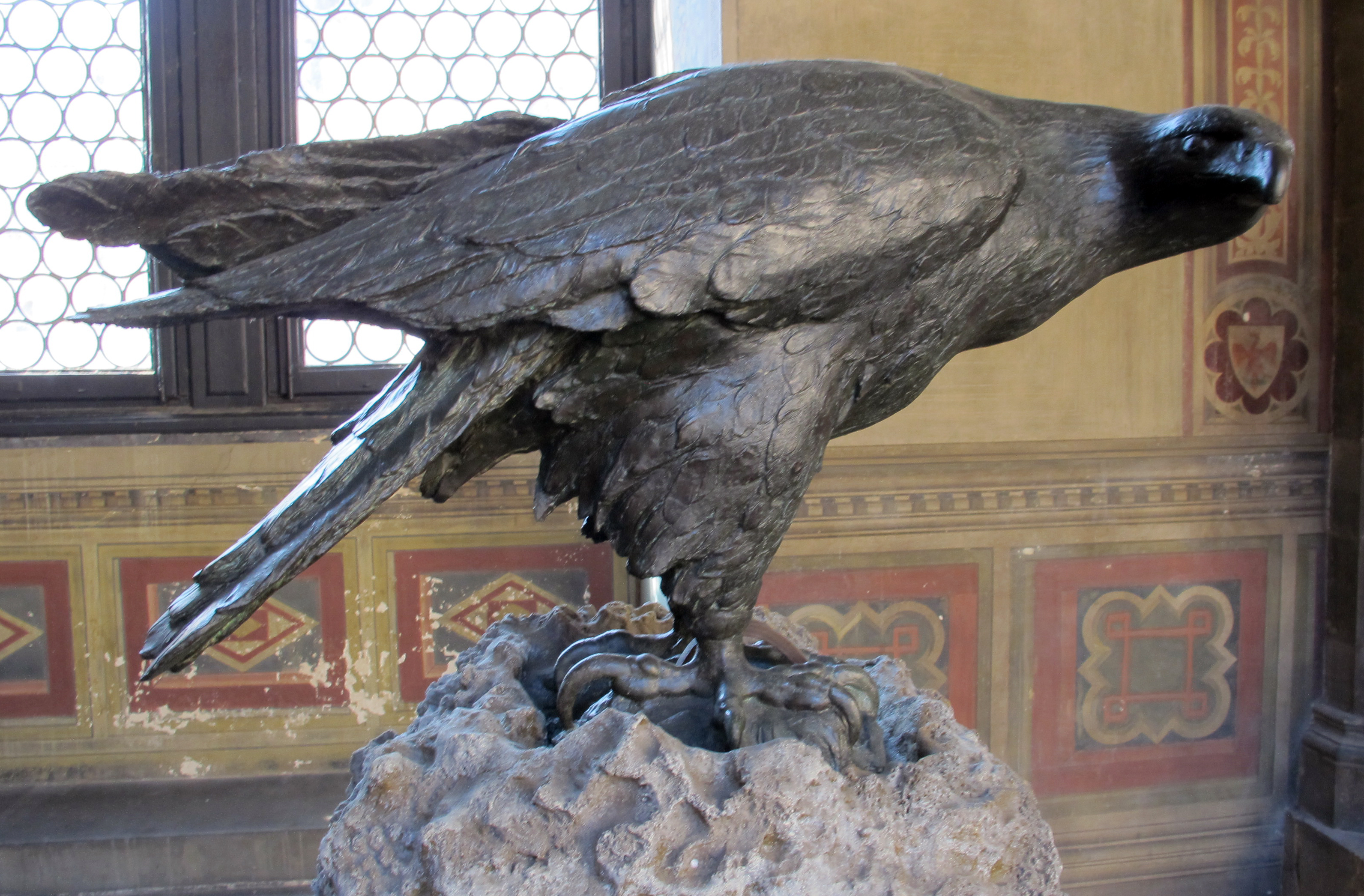
Jean Bologne, Aigle royal 1567 bronze. Florence, musée du Bargello
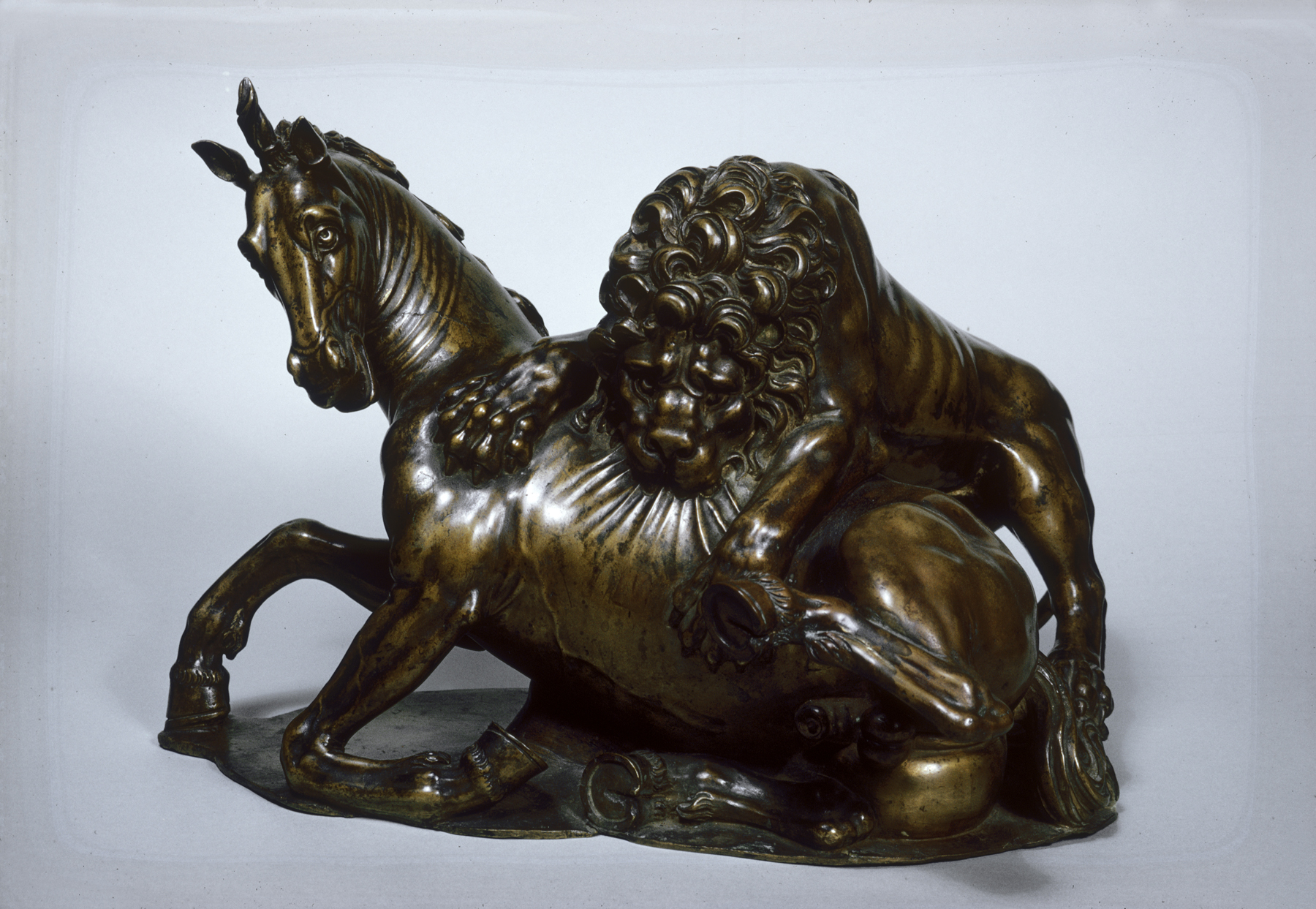
Jean Bologne, Lion attaquant un cheval bronze du XVIIIe siècle coulé d'après un original daté vers 1580-1589.

### Baroque et rococo
Le baroque et le rococo poursuivent la vogue de la statuaire équestre, notamment par les sculpteurs français avec Lemoyne et Bouchardon, chacun auteurs d'une statue équestre de Louis XV et Falconnet avec celle de Pierre le Grand sur un cheval cabré. Le Baroque est une période où la qualité des bronzes animaliers baisse notablement, dû à la multiplication des pratiques de surmoulage dans les ateliers.

### XIXesiècle
Le XIXe siècle représente l'âge d'or du bronze animalier, et plus précisément l'essor de la statuette en bronze. Le développement des muséums d'histoire naturelle et des ménageries, amène des artistes à visiter ces lieux notamment le jardin des plantes de Paris, pour prendre modèle sur les animaux qui s'y trouvent.
Parmi ces artistes, Antoine-Louis Barye va s'employer à étudier les formes animales pour réaliser des sculptures qui le font remarquer au Salon de 1831 avec le Tigre dévorant un gavial, suivi en 1833 par son premier grand succès critique et public, le Lion écrasant un serpent. À une époque ou la sculpture monumentale en marbre demeure la norme, les statuettes en bronze à sujet animalier de Barye sont dénigrées par le Salon, où le sculpteur ne se représente plus après 1836 jusqu'à 1851. Cependant son succès public lance la mode des bronzes animaliers qui va perdurer jusqu'au début du XXe siècle.
Barye représente la tradition française du bronze animalier dont il est le chef de file. Il est suivi des sculpteurs Pierre-Jules Mène qui se présente au Salon de 1838 avec un Chien étranglant un renard et plusieurs bronze sur le thème du cheval et de la chasse, son gendre Auguste Cain, qui fut élève de Rude, réalise plusieurs scènes de chasse comme commande de l'État, et Alfred Dubucand élève de Barye, qui se spécialise dans le bronze à thème orientaliste.

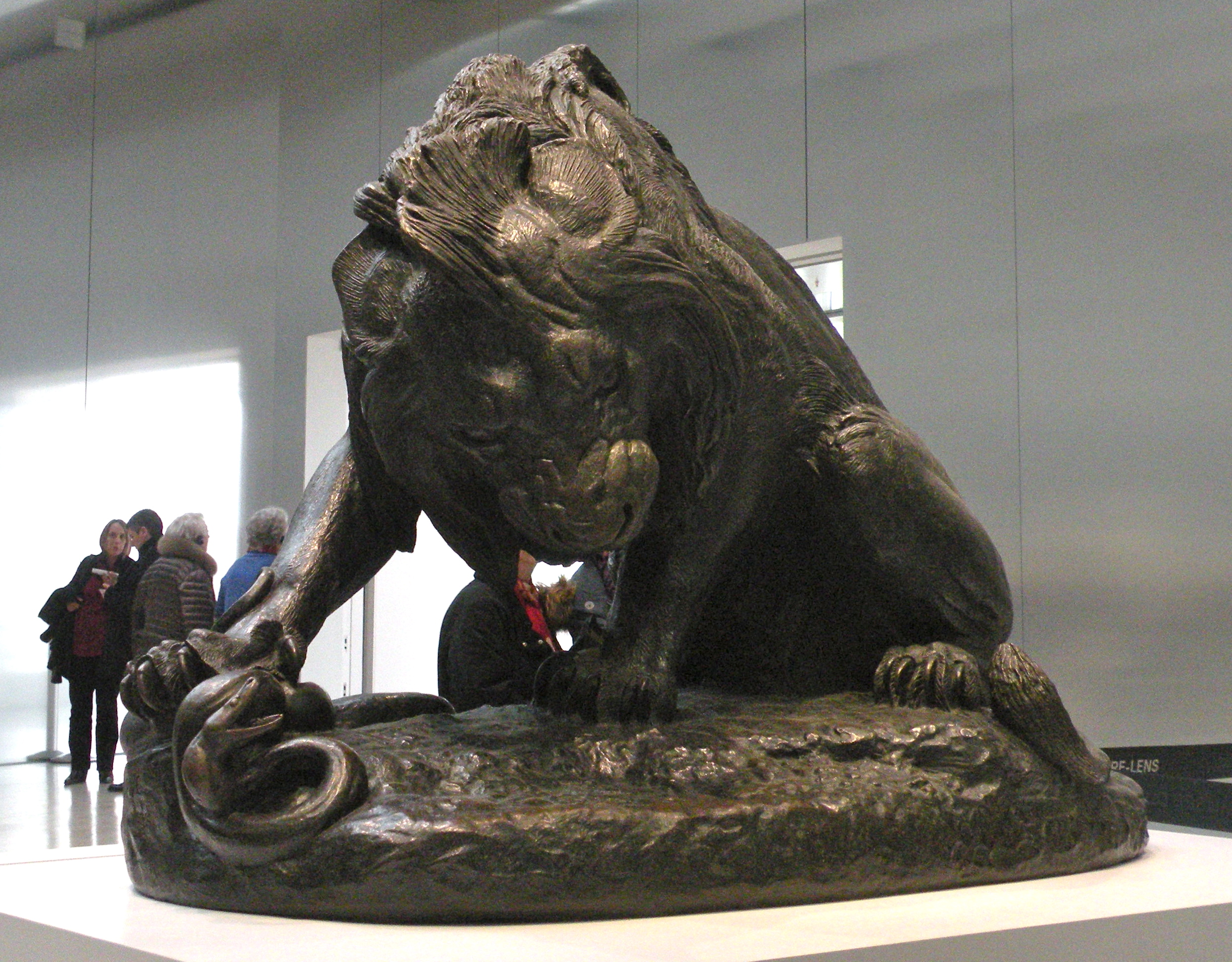
Barye, Lion au serpent 1832 bronze. Paris Musée du Louvre.
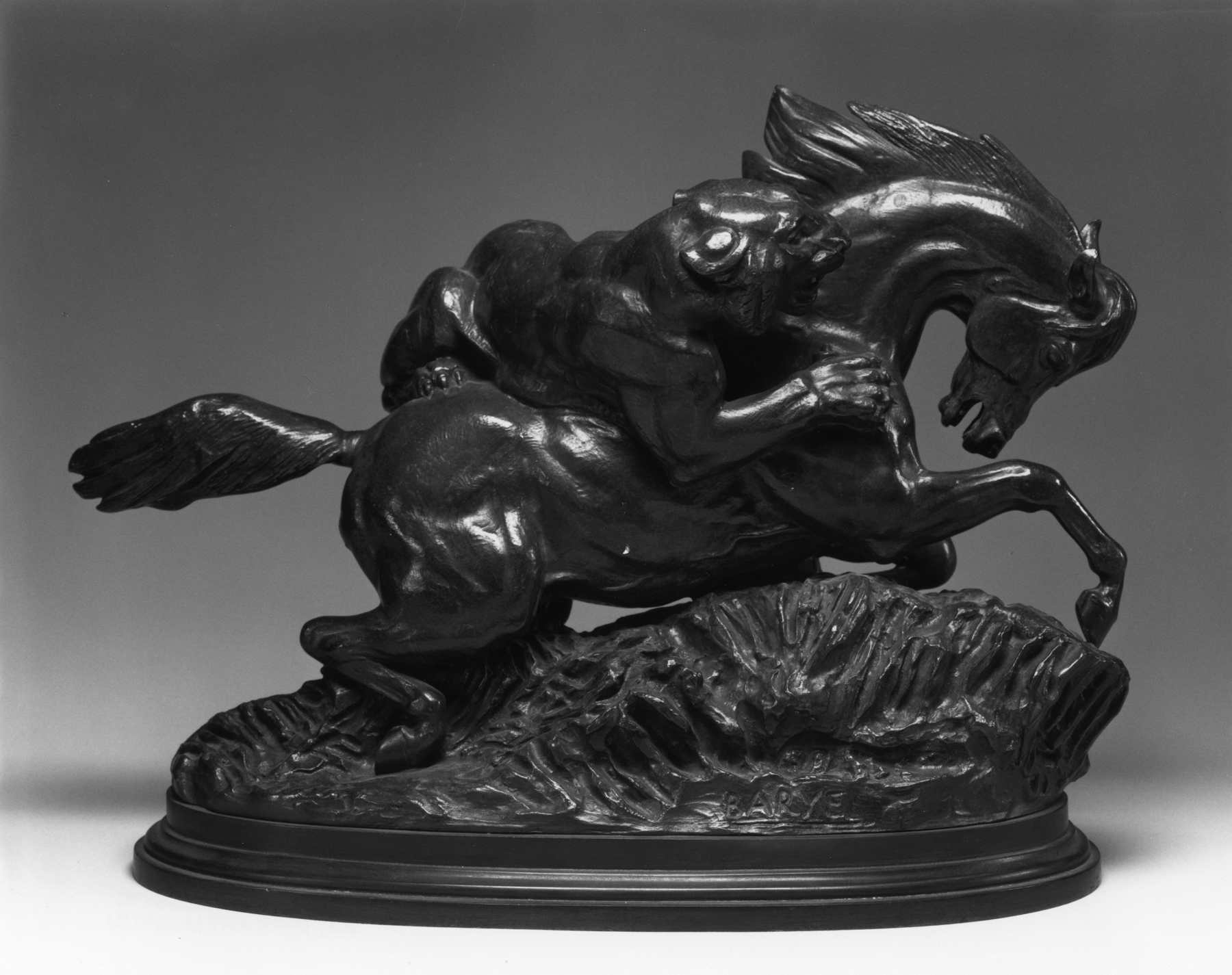
Barye, Tigre attaquant un cheval bronze, Walters Art Museum.
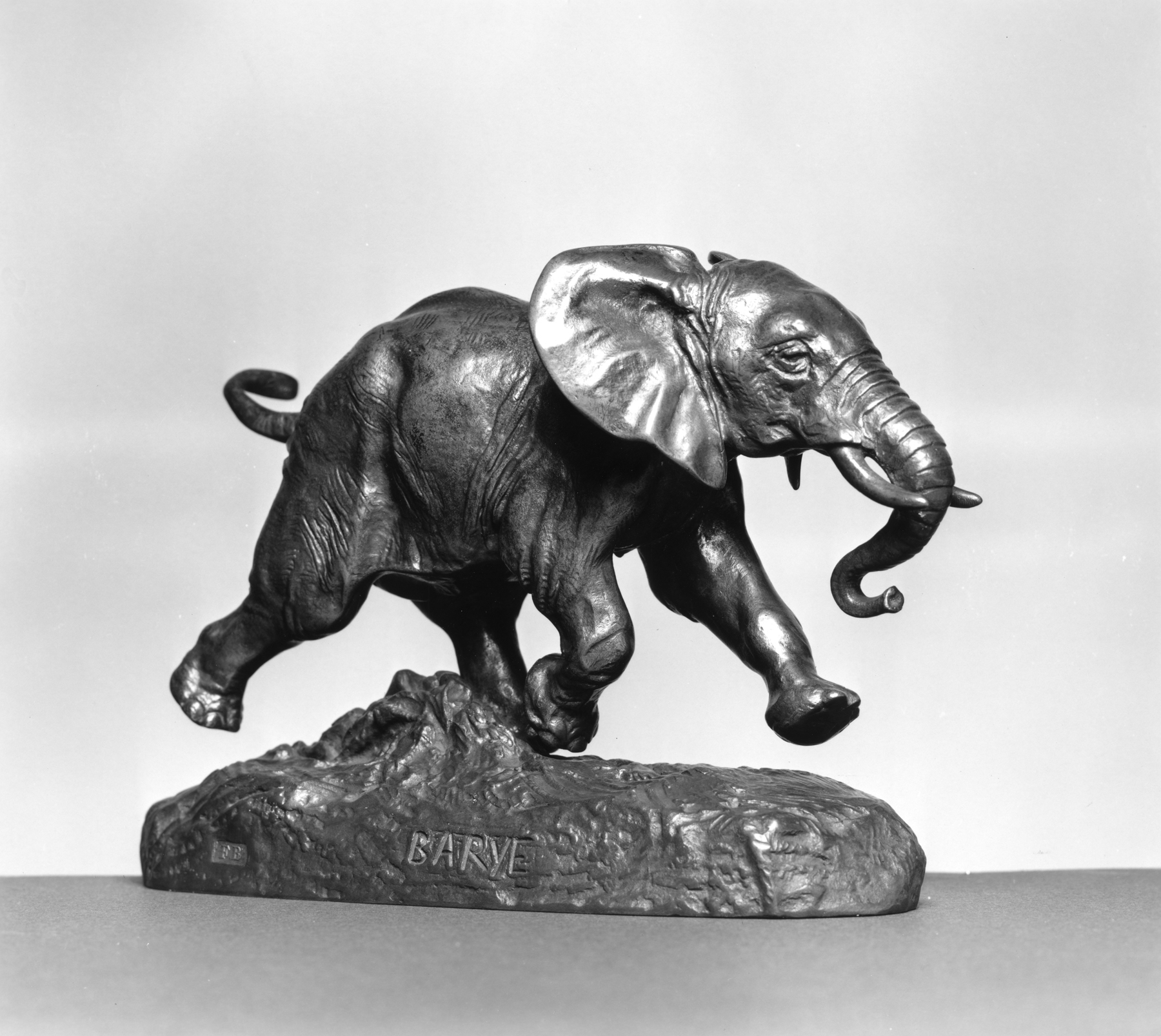
Barye, Éléphant courant, 1855 bronze, Walters Art Museum.
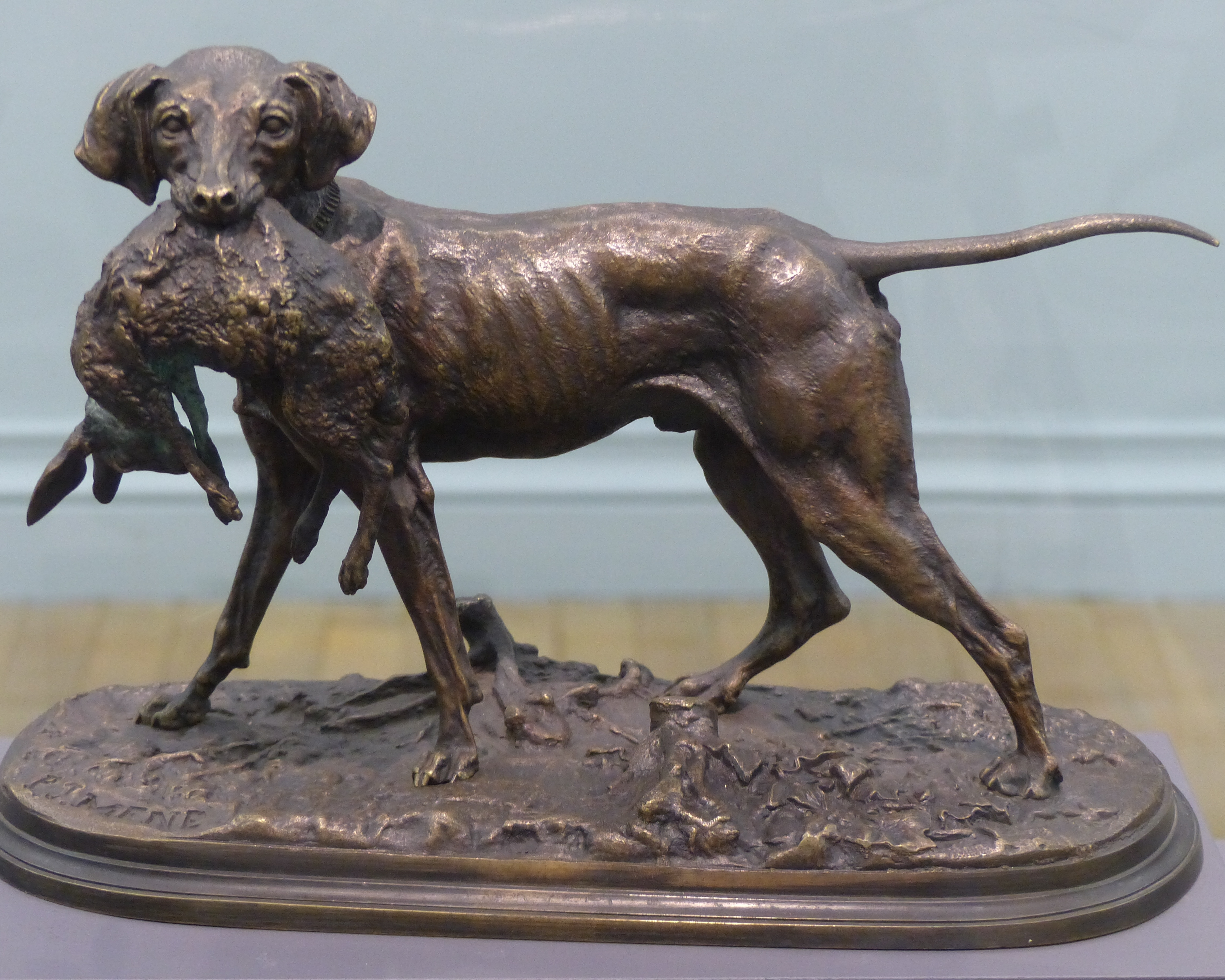
Pierre-Jules Mène, Chien tenant un lièvre, musée des beaux-arts de Nîmes.
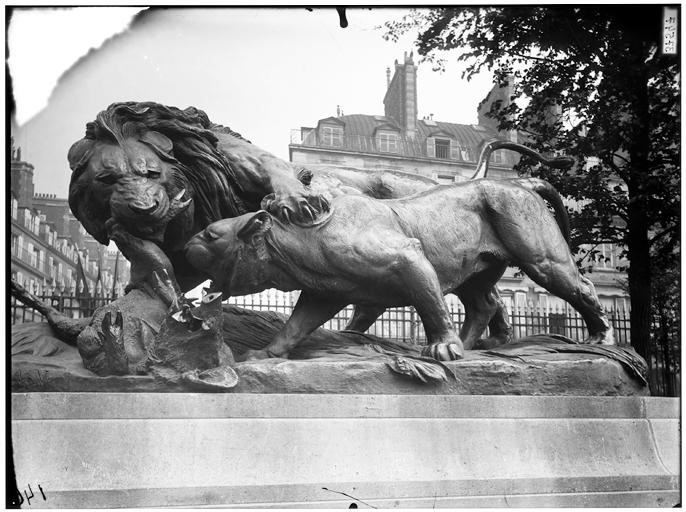
Auguste Cain, Lion et lionne se disputant un sanglier jardin des Tuileries (photo d'Eugène Atget).
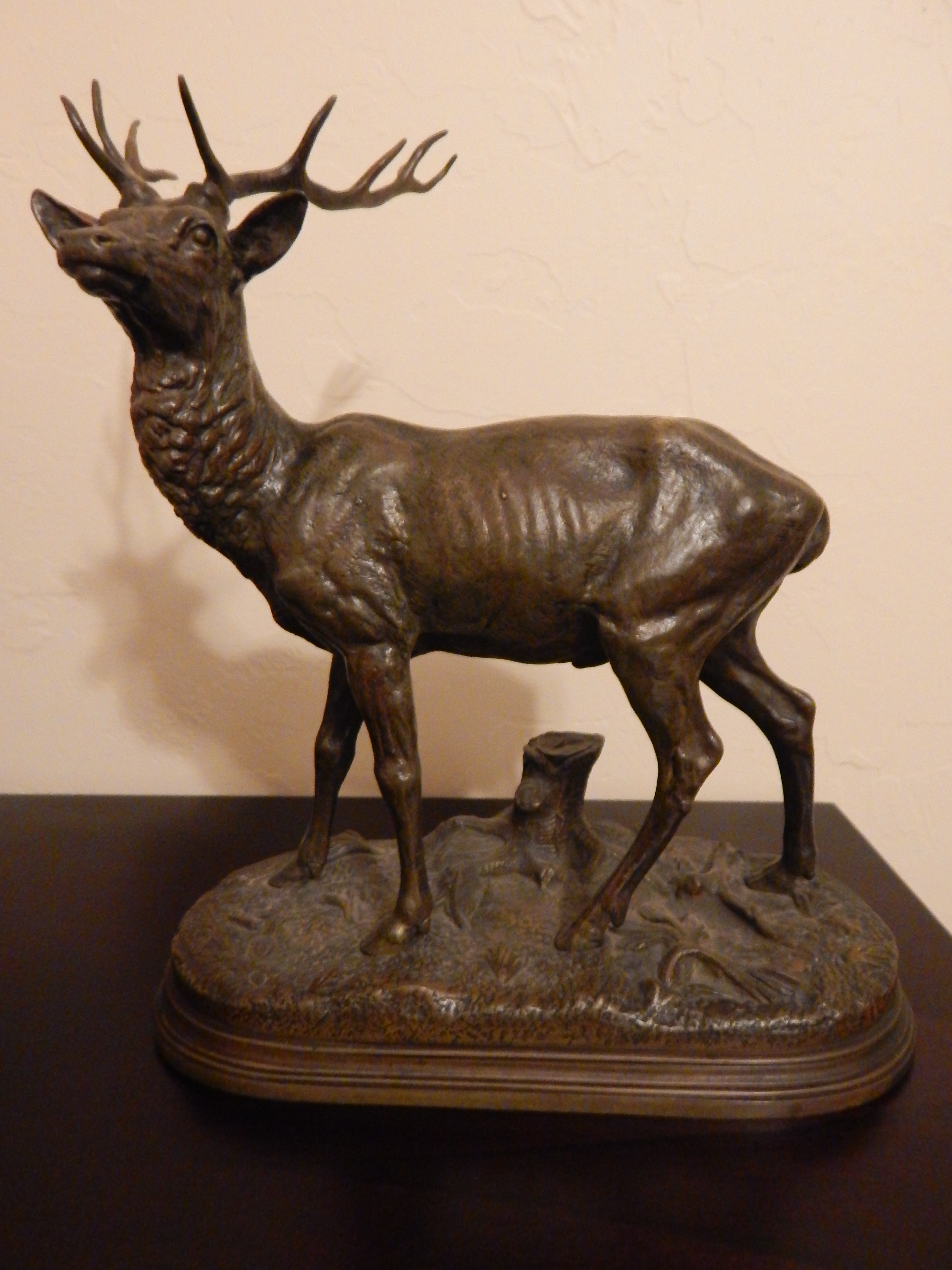
Alfred Dubucand, Cerf 1872.

Emmanuel Frémiet neveu et élève de Rude se spécialise à la fois dans la statuaire monumentale, dont il produit plusieurs statues équestres, dont la plus notoire est celle de Jeanne d'Arc place des Pyramides, et plusieurs statuettes animalières produites en grand nombre. Plus connue comme peintre animalière Rosa Bonheur s'essaya à la sculpture avec son frère Isidore, et se spécialisa dans la représentations d'animaux de ferme, brebis moutons, vaches et taureaux constituant l'essentiel de son bestiaire. Tout comme son frère, ses sculptures étaient fondues et éditées par Hippolyte Peyrol.

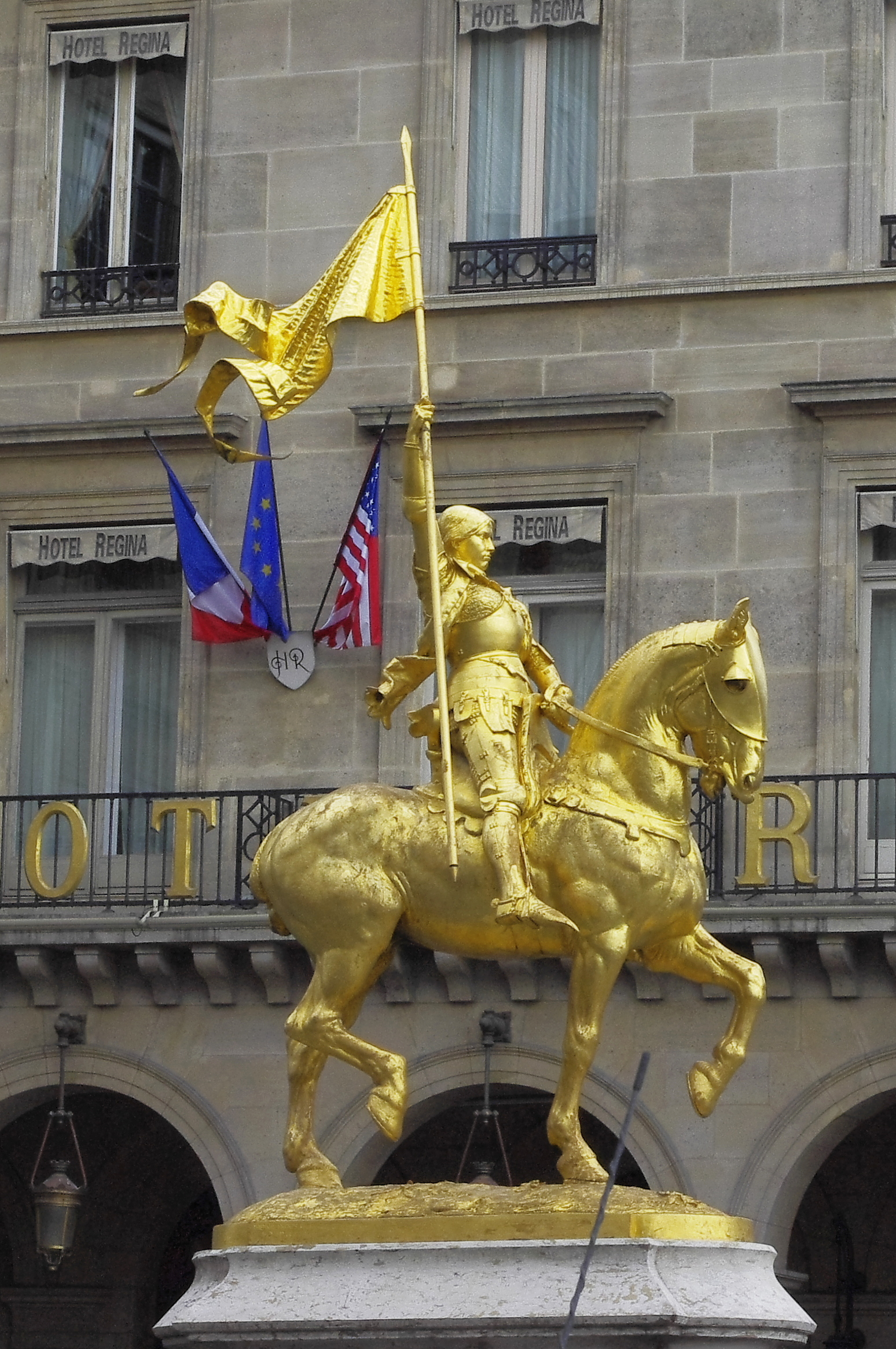
Frémiet Statue de Jeanne d'Arc bronze, place des Pyramides, Paris.
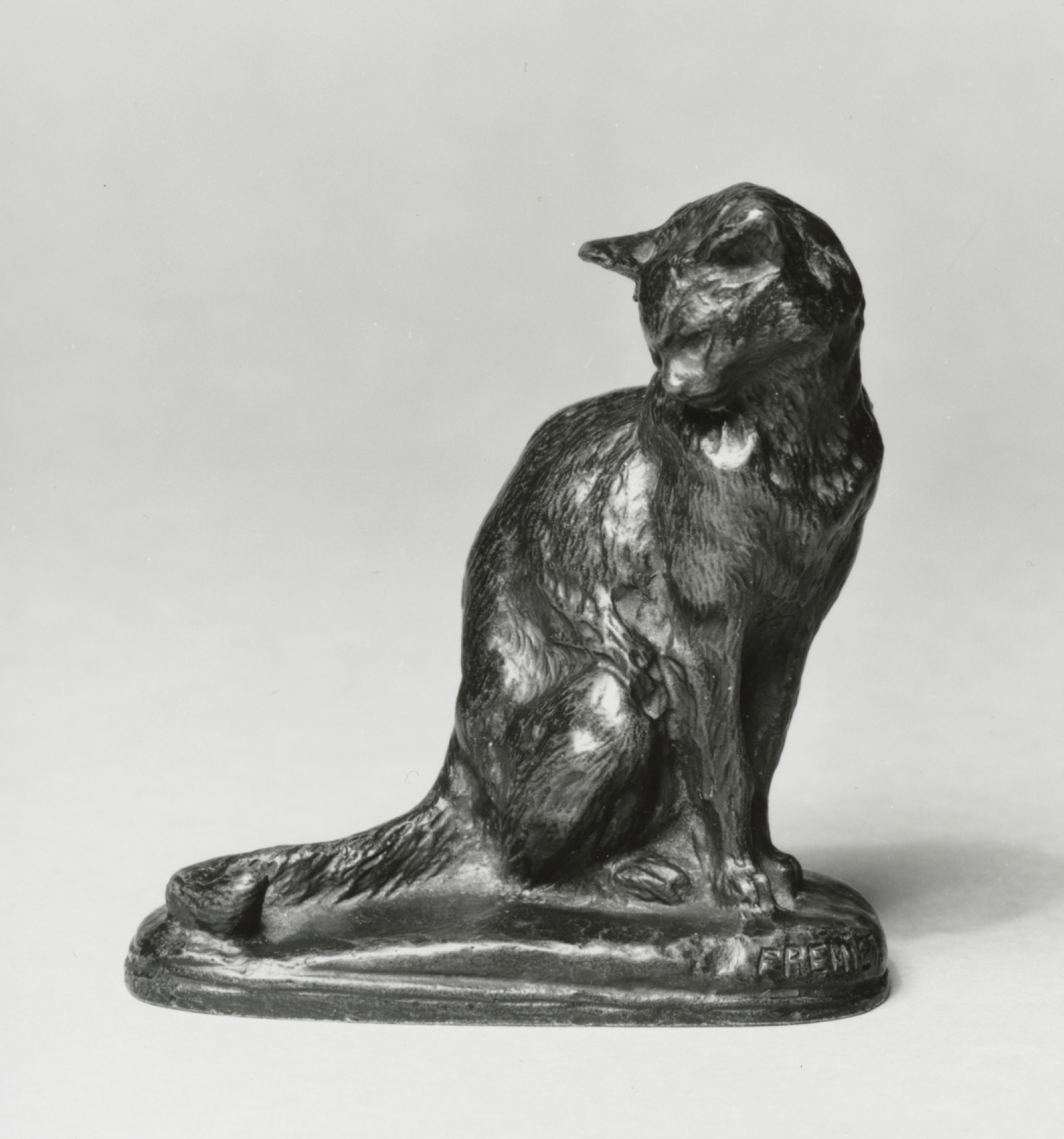
Frémiet, Chat assis, Walters Art Museum..
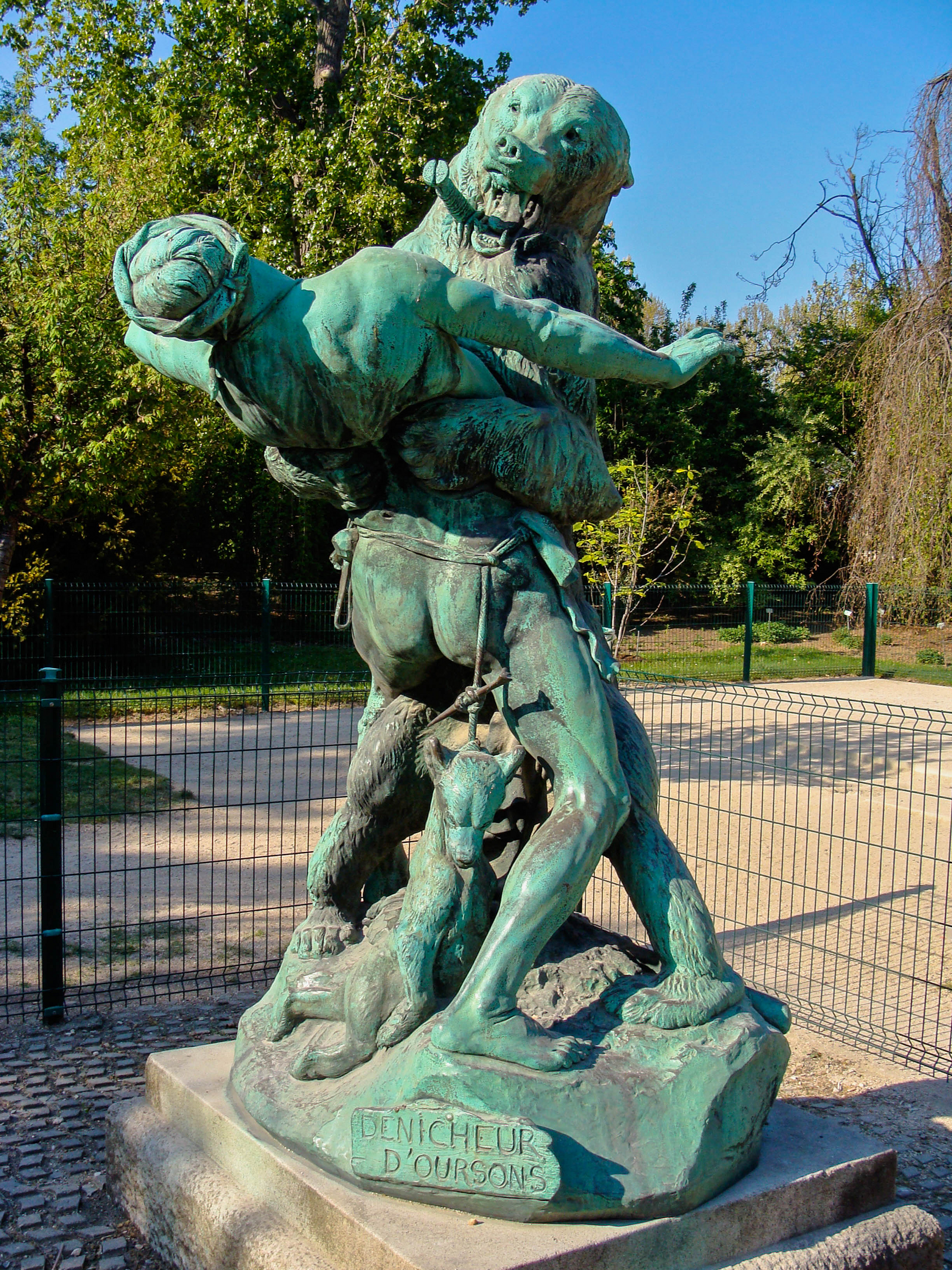
Frémiet, le Dénicheur d'oursons
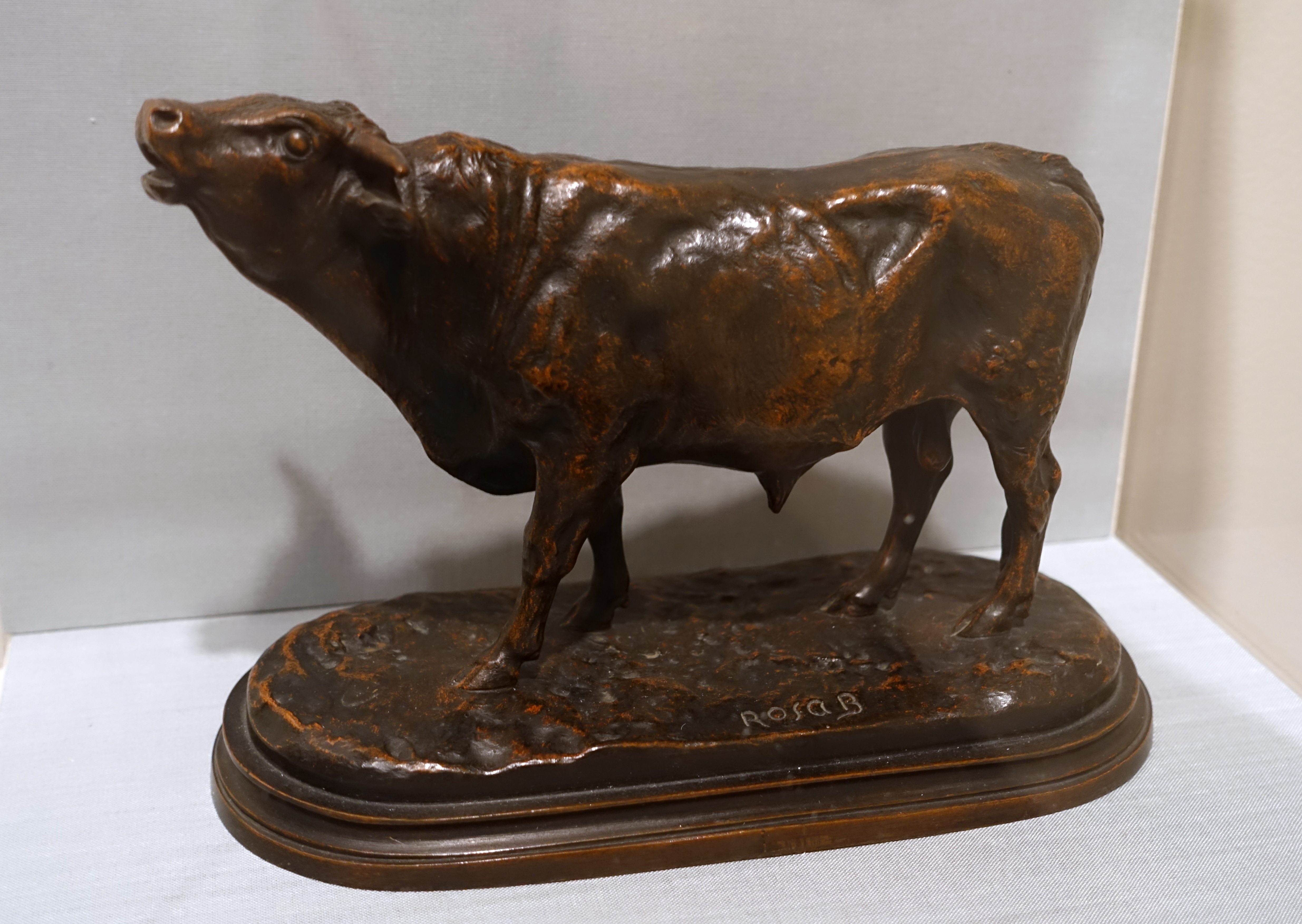
Rosa Bonheur, Bœuf
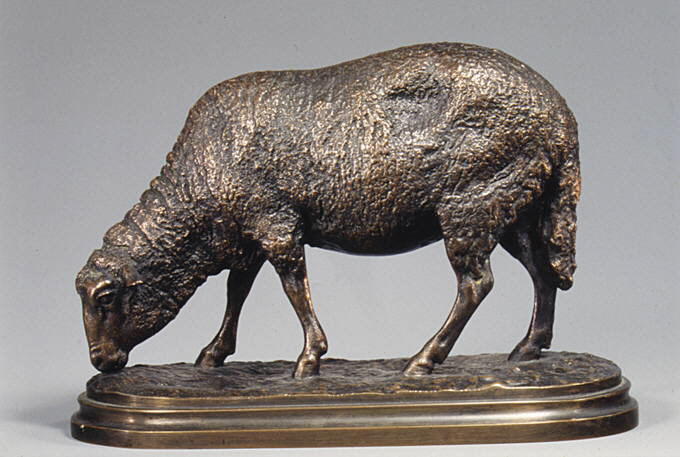
Rosa Bonheur, Brebis tondue.
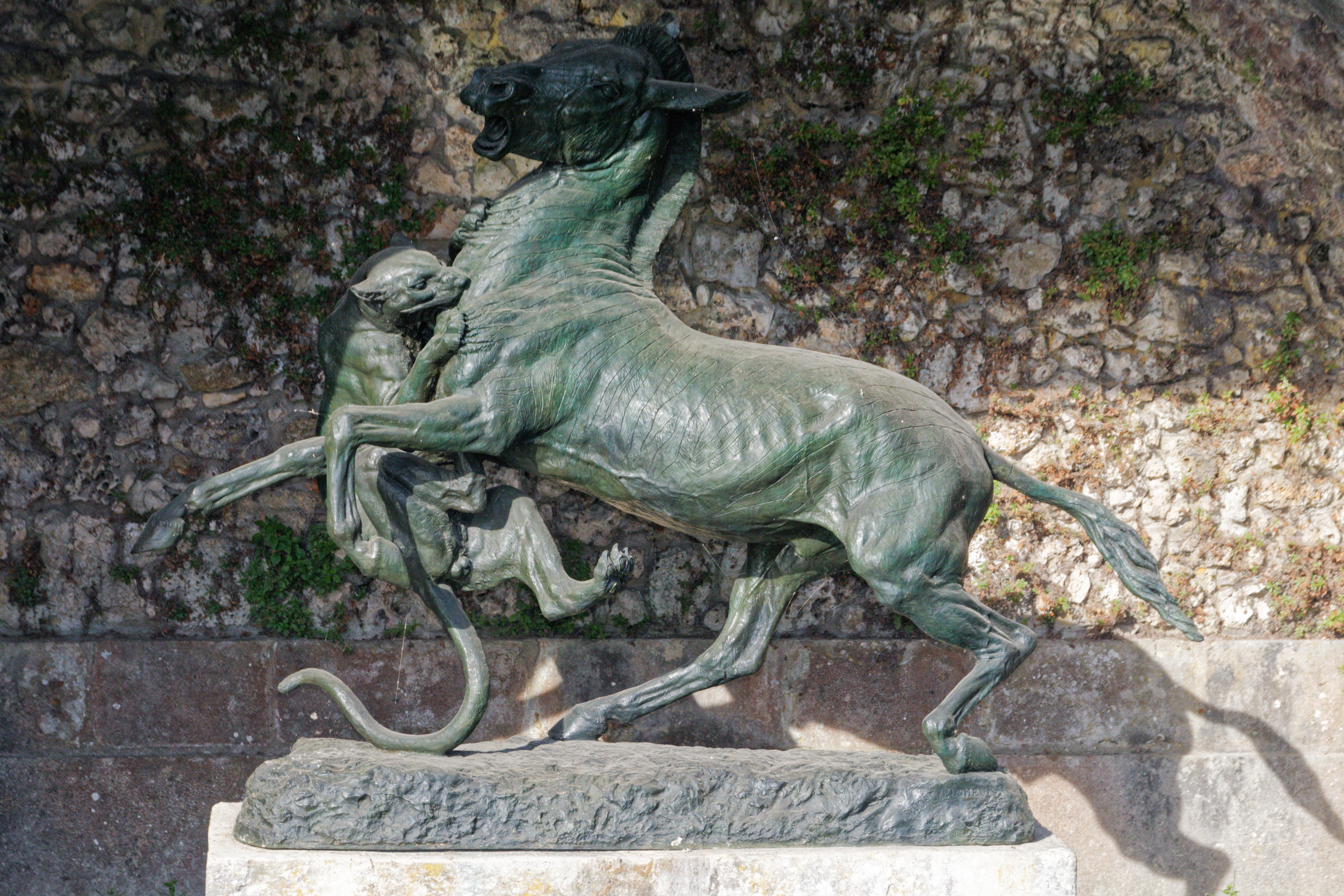
Isidore Bonheur, Zèbre attaqué par une panthère.